# 曲安西龙
曲安西龙（INN：triamcinolone）又叫氟羟氢化泼尼松、去炎松，是长效合成的皮质类固醇，可口服、注射、吸入或制成软膏外用。可用來治療濕疹、銀屑病、關節炎、過敏、潰瘍性大腸炎（Ulcerative colitis）、紅斑性狼瘡、交感性眼炎、巨大細胞動脈炎（Giant cell arteritis）、葡萄膜炎（Uveitis）、眼炎的治療，玻璃體切除時的呈像及預防哮喘等，但其無法在哮喘發作後作出有效治療。